# Quijote (planeta)
Quijote (Mi Arae b, HD 160691 b) – planeta pozasłoneczna krążąca wokół gwiazdy Cervantes (Mi Arae). Jej masa minimalna to 1,676 masy Jowisza, a okres obiegu wokół gwiazdy wynosi 643,25 dni.

## Nazwa
Nazwa planety została wyłoniona w publicznym konkursie w 2015 roku. Jest to imię tytułowego bohatera powieści Miguela de Cervantesa „Don Kichot”. Nazwę planety zaproponowali pracownicy Planetario de Pamplona (Hiszpania).

## Charakterystyka
Najnowsze modele systemu, który zawiera cztery planety dają znacznie niższą ekscentryczność orbity tej planety niż obliczyli to jej odkrywcy. Choć sama planeta jest gazowym olbrzymem bez stałej powierzchni, odległość od Mi Arae wynosi 1,497 au od gwiazdy i tym samym planeta krąży w ekosferze. W efekcie naturalne satelity o wielkości zbliżonej Ziemi, o ile istnieją, mogą mieć na powierzchni ciekłą wodę i potencjalnie utrzymać życie. Jednak do planety nie dociera tak dużo promieniowania ultrafioletowego, jak wymaga model abiogenezy, aby proces mógł być kontynuowany. Ponadto nie jest jasne, czy księżyce wielkości Ziemi krążą wokół planety.